# Xavier Valls
Francesc Xavier Valls Subirà (Barcelona, 18 de septiembre de 1923 - id, 16 de septiembre de 2006) fue un pintor español.

## Biografía
Aprendió la técnica de la pintura con Charles Collet, escultor suizo, que le dio clases particulares. En 1949 fijó su residencia en París, donde se movía en el ambiente de los pintores españoles desplazados a la capital francesa. Allí participó en las exhibiciones de Joven Pintura (Jeune Peinture) con Bernard Buffet, Maurice Boitel, Daniel du Janerand, André Vignoles, Michel-Henry y otros conocidos pintores. Interesado en un principio por el cubismo, evolucionó hacia el arte abstracto y terminó recalando en el figurativo donde se le comparó a Francisco de Zurbarán por la precisión y sencillez de su trazo y la excelencia de sus bodegones.
Su obra se encuentra en varios museos de España y Francia fundamentalmente, destacando el Museo Nacional Centro de Arte Reina Sofía, Galería Juan Gris, Museo de Arte Contemporáneo de Lanzarote, Museo Centro de Arte Faro de Cabo Mayor, Santander y el Font National d'Art Contemporain de París.
Entre sus reconocimientos se cuenta el de Comendador de las Artes y las Letras en Francia, 1979; el Premio de la Crítica Prix Drouant de París; la Medalla de Oro al Mérito de las Bellas Artes obtenida en 1993; Premio Nacional de Artes Plásticas de la Generalidad de Cataluña. Es padre de Manuel Valls, ex primer ministro de Francia. Se casó con la suiza Luisangela Galfetti, hermana del reconocido arquitecto Aurelio Galfetti.
Xavier Valls falleció el 16 de septiembre de 2006 en su domicilio de Horta, en Barcelona, a los 82 años.